# Землетрясение в Белуджистане (2013)
24 сентября 2013 года в 16:29 по местному времени в пакистанской провинции Белуджистан произошло землетрясение магнитудой 7,7. Эпицентр землетрясения находился в малонаселённом горном районе провинции, в 66 километрах северо-восточнее города Аваран. Гипоцентр находился на глубине около 20—23 километров. Подземные толчки ощущались в Карачи, Хайдарабаде и в Дели. За землетрясением последовали 4 афтершока, самый мощный из них имел магнитуду 5,9. В результате землетрясения погибло 825 человек, свыше 700 получили травмы. Ущерб причинён более чем 20 тысячам домов.